# Shoko Hamada
Shoko Hamada (浜田 彰子 Hamada Shōko?), är en japansk tidigare fotbollsspelare.
Shoko Hamada debuterade för japans landslag den 21 januari 1986 i en 0–1-förlust mot Indien. Hon spelade 2 landskamper för det japanska landslaget.